# イヴ・アーノルド
イヴ・アーノルド （Eve Arnold, 1912年4月21日 - 2012年1月4日）は、米国の写真家。マグナム・フォトに参加した初めての女性写真家である。

## 人物
ペンシルベニア州フィラデルフィアに生まれる。ニューヨークで働いていたときに写真に興味を持つようになり、ハーパース・バザー誌のディレクターから写真技術を学ぶ。
彼女の作品で最もよく知られているものは、1961年の映画「荒馬と女」のセットでのマリリン・モンローを撮影したものであろう。アーノルドは1951年からモンローを撮影し、モンローはアーノルドを最も信頼する写真家と語っていた。
エリザベス2世やマルコムXなどの著名人の写真も撮っているが、他にも中国、ロシア、南アフリカ、アフガニスタンなど世界中を旅して撮影した。
2012年1月4日、死去。99歳没。